# Епархия Аггара
Епархия Аггара (лат. Dioecesis Aggaritana) — упразднённая епархия, в настоящее время титулярная епархия Римско-Католической церкви.

## История
Античный город Аггар, который сегодня идентифицируется с археологическими раскопками "Sidi-Amara" в Тунисе,  находился в римской провинции Африка и был центром одноимённой епархии, которая прекратила своё существование в VI веке.
С 1961 года епархия Аггара является титулярной епархией Римско-Католической церкви.

## Епископы
- упоминается в 484 году — епископ Донат .

## Титулярные епископы
- 28.10.1961 — 24.08.1986 — епископ Joseph Ludwig Buchkremer ;
- 12.11.1986 — 10.02.1990 — епископ Alfred Kostelecky  — назначен ординарием военного ординариата Австрии;
- 17.03.1990 — 31.05.1993 — епископ František Radkovsky  — назначен епископом Пльзеня;
- 18.12.1993 — по настоящее время — епископ Антони Юзеф Длугош .

## Источник
- Annuario Pontificio, Libreria Editrice Vaticana, Città del Vaticano, 2003, стр. 753, ISBN 88-209-7422-3
- Pius Bonifacius Gams, Series episcoporum Ecclesiae Catholicae, Leipzig 1931, стр. 464  (лат.)
- Stefano Antonio Morcelli, Africa christiana, Volume I, Brescia 1816, стр. 71-72  (лат.)
- La Gerarghia Cattolica